# Forcipomyia nuncupata
Forcipomyia nuncupata är en tvåvingeart som beskrevs av John William Scott Macfie 1949. Forcipomyia nuncupata ingår i släktet Forcipomyia och familjen svidknott. Inga underarter finns listade i Catalogue of Life.